# Svart jordbagge
Svart jordbagge (Planolinus tenellus) är en skalbaggsart som beskrevs av Thomas Say 1823. I den svenska databasen Dyntaxa används istället namnet Aphodius niger. Enligt Catalogue of Life ingår svart jordbagge i släktet Planolinus och familjen Aphodiidae, men enligt Dyntaxa är tillhörigheten istället släktet Aphodius och familjen bladhorningar. Arten är reproducerande i Sverige. Inga underarter finns listade i Catalogue of Life.